# James Morris (député canadien)
Pour les articles homonymes, voir James Morris et Morris.
James Morris (16 décembre 1857-12 juin 1931) est un agriculteur, marchand de granit et de marbre et homme politique fédéral et municipal du Québec.

## Biographie
Né à Rutland dans le Canada-Ouest, il s'établit à Aubrey près d'Howick et étudia à Saint-Chrysostome dans le Bas-Canada. Il entame une carrière publique en servant comme maire de Saint-Chrysostome pendant 2 ans.
Élu député du Parti conservateur dans la circonscription fédérale de Châteauguay lors d'une élection partielle déclenchée après le décès du libéral James Pollock Brown qui l'avait défait lors des élections de 1911. Il fut défait dans Châteauguay—Huntingdon par le député de l'ancienne circonscription d'Huntingdon et libéral James Alexander Robb. L'issue de cette confrontation entre deux députés de circonscriptions fusionnées et entre le conservateur Morris et le libéral Robb est peut-être une conséquence de la Crise de la conscription de 1917 qui provoque une animosité des Québécois envers le Parti conservateur.